# 上海国际会议中心
上海國際會議中心，位於上海市黃浦江畔、東方明珠電視塔之西南方，在浦東濱江大道與外滩隔江相望。1999年8月启用，其总占地面积为4.5萬平方米，其中有綠地廣場3萬平方米，總建築面積11萬平方米。設有28个會議場館，4200平方米，多功能、2500平方米的展覽廳、餐廳、地下停車場等。内部还设有一家拥有273间客房的五星级酒店——东方滨江大酒店。
中心落成后，曾先后举办APEC领导人峰会及系列会议、第35届亚洲发展银行年会、全球扶贫大会、上海合作组织成员国元首理事会会议以及非洲开发银行集团理事会年会等多场重要会议。

## 交通
- 轨道交通:2号线陆家嘴站
- 地面公交81、82、85、314、583、774、795、798、799、870、961、971、985、992、993、996、陆家嘴金融城1路、陆家嘴金融城1路、蔡陆专线